# Bandini GT
La Bandini GT 750 GT Veloce Zagato. Un'autovettura stradale prodotta nel 1955 dalla Bandini Automobili di Forlì.
Questo è il primo tipo di biposto coperta a portare lo stemma Bandini.
Nacque come vettura stradale, sebbene condividesse con la 750 sport siluro telaio e motore sviluppati per le gare.
La carrozzeria coupé porta i tratti caratteristici della ditta Zagato che la realizzò completamente in alluminio. Alta solo 1.14 m, lunga meno di 4, risulta molto compatta e leggera con uno stile ben definito.
Nel 1957 le fu riconosciuto il primo premio nel "Concorso d'eleganza città di Rimini". Dal 1959 fu avviata ad una carriera agonistica oltreoceano che la vide disputare gare in circuiti celebri come quello di Daytona e di Sebring dove fu costretta al ritiro dopo 27 giri per la rottura del radiatore. I piloti erano Victor Lukens e Fred Haynes, portacolori del team Racemaster.

## Il telaio

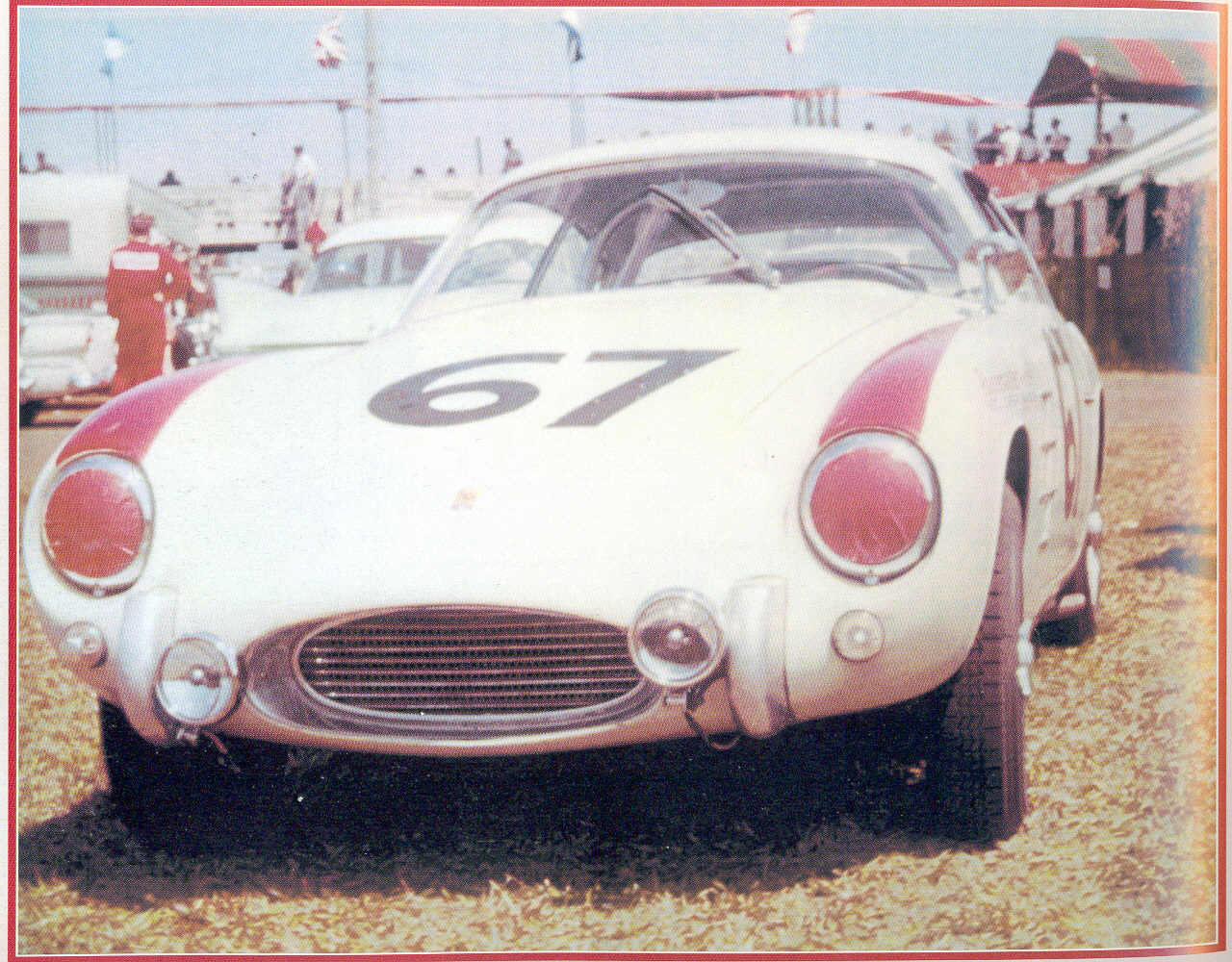
La Bandini 750 GT a Sebring nel 1960.

Il telaio della Bandini GT 750 deriva direttamente da quello della 750 sport siluro con un lieve e poco significativo incremento dimensionale e l'adozione di una barra antirollio anche al retrotreno.
- Struttura e materiale: a traliccio di tubi a sezione ellittica, in acciaio speciale di derivazione aeronautica; brevetto nº 499843
- Sospensioni:
  - anteriore: indipendenti, a triangoli sovrapposti con ammortizzatori oleodinamici telescopici inclinati e molle cilindriche elicoidali coassiali; barra stabilizzatrice
  - posteriore: a ponte rigido, con due balestre semiellittiche longitudinali, ammortizzatori oleodinamici telescopici verticali, barra stabilizzatrice
- Impianto frenante:
  - di servizio: idraulico, a tamburo
  - di stazionamento: meccanico a nastro, sull'albero di trasmissione
- Sterzo: a vite senza fine con smorzatore di vibrazioni
- Guida: a sinistra (a destra su richiesta)
- Ruote: a raggi Borrani di 12"
- Pneumatici: 5.20" x 12" (a richiesta con fascia bianca)
- Serbatoio: 45 Litri
- Trasmissione: albero di trasmissione con giunti cardanici, differenziale centrale e semiassi al retrotreno
- Peso: telaio nudo 27 kg
- Peso complessivo a vuoto: 450 kg

## Il motore

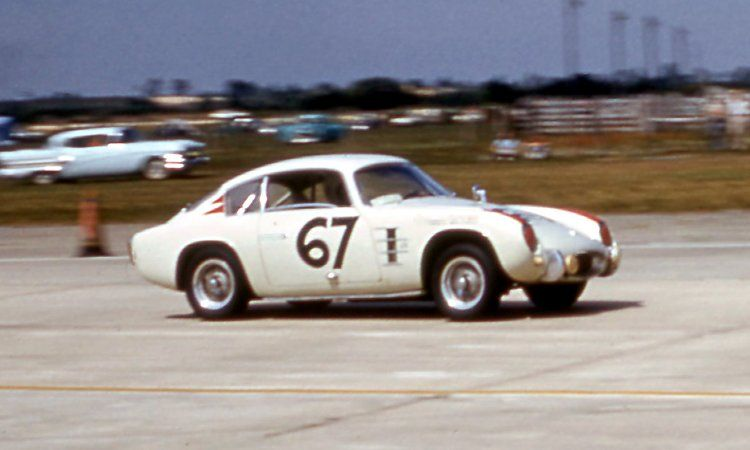
In gara a Sebring nel 1960

Sulla Bandini GT fu utilizzato il motore Bandini bialbero, prima e seconda serie depotenziati per uso stradale.
- Posizionamento: anteriore longitudinale, 4 cilindri in linea
- Materiali e particolarità: basamento a 5 supporti di banco e coppa in lega d'alluminio di 5 litri di capacità, testa in lega d'alluminio bialbero a ingranaggi con 8 valvole inclinate, camere di scoppio emisferiche, cilindri cromati smontabili in monoblocco di ghisa.
- Alesaggio: 63,5 mm
- Corsa: 59 mm
- Cilindrata: 747 cm³
- Rapporto di compressione: 8,4:1
- Alimentazione: 2 carburatori Weber doppio corpo 35DCO3
- Potenza:  62 CV @ 7000 rpm
- Lubrificazione: Carter umido con pompa a ingranaggi, radiatore in alluminio a botte
- Raffreddamento: forzato a liquido con pompa centrifuga comandata da puleggia e cinghia, radiatore verticale, all'avantreno
- Cambio e frizione: 4 marce + RM, frizione monodisco a secco
- Accensione e impianto elettrico: bobina e distributore-ruttore sulla testa, batteria 12 V e dinamo